# Électre (film, 1962)
Pour les articles homonymes, voir Électre (homonymie).
Pour plus de détails, voir Fiche technique et Distribution.
Électre (en grec moderne : Ηλέκτρα, Ilektra) est un film grec réalisé par Michael Cacoyannis et sorti en 1962. Il fut présenté au Festival de Cannes 1962. Il s'agit d'une adaptation d'Électre, la tragédie d'Euripide. Il constitue le premier volet de la trilogie de tragédies grecques de Cacoyannis. Il est suivi des Troyennes en 1971 et Iphigénie en 1977.
Grâce à Walter Lassally, son directeur de la photographie, Électre intègre les innovations du free cinema. Considéré comme la réponse grecque au Septième Sceau d'Ingmar Bergman, le film transcende la tragédie antique pour évoquer les questions ontologiques des crimes de guerre et du totalitarisme dans l'Europe post-Seconde Guerre mondiale.

## Synopsis
Adaptation de la pièce d'Euripide.
De retour de la guerre de Troie, Agamemnon est assassiné par sa femme Clytemnestre et l'amant de celle-ci Egisthe. Son fils Oreste est exilé. Sa fille Électre se coupe les cheveux et les jette aux pieds de sa mère. Puis, elle part avec le mari qu'Egisthe lui a imposé, un vieux berger. Elle jure sur le tombeau de son père de le venger. Elle retrouve Oreste et Pylade et réussit à convaincre son frère de commettre le matricide.

## Fiche technique
Sauf indication contraire, les informations mentionnées dans cette section peuvent être confirmées par la base de données cinématographiques IMDb,  présente dans la section « Liens externes ».
- Titre : Électre
- Titre original : Ηλέκτρα (Ilektra)
- Réalisation : Michael Cacoyannis
- Assistants réalisateurs : B. Mariolis, Th. Christides
- Scénario : Michael Cacoyannis d'après la tragédie d'Euripide (414 avant Jésus-Christ)
- Production : Michael Cacoyannis
- Société de production : Finos Film
- Directeur de la photographie : Walter Lassally
- Cadreur : Giorgios Antonakis
- Montage : Michael Cacoyannis
- Décors et costumes : Spyros Vassiliou
- Maquillage : N. Varveris
- Musique : Mikis Theodorakis
- Son : Mikes Damalas, assisté de Mikes Kasinatis
- Scripte : T. Vassilis
- Pays d'origine : Grèce
- Genre : tragédie grecque
- Format  : noir et blanc
- Durée : 120 minutes
- Date de sortie en France : 24 octobre 1962
- Distribution en France : Les Artistes Associés
- Affiche : Macario Gómez Quibus (Espagne)

## Acteurs
- Irène Papas : Électre
- Yannis Fertis (el) : Oreste
- Aléka Katséli : Clytemnestre
- Manos Katrakis : le précepteur
- Notis Peryalis (el) : le mari d'Électre
- Takis Emmanouil : Pylade
- Theano Ioannidou : chef de chœur
- Phivos Razis : Égisthe
- Theodoros Dimitriou (el) : Agamemnon
- Elsie Pittas : Électre jeune
- Petros Ampelas : Oreste jeune
- Kóstas Kazákos
- Eleni Karpeta
- Kitty Arseni
- Eleni Makri
- Eleni Marinou
- Anna Stavridou
- Elli Trigonopoulo
- Rita Logapoulou
- Liza Kaoundouri
- A. Gregoriades

## Récompenses
- Neuf prix (dont meilleur film, meilleur réalisateur, meilleure actrice) à la Semaine du cinéma grec 1962
- Prix spécial au Festival de Cannes 1962
- Ours d'argent au Festival de Berlin 1962
- Prix Femina en Belgique

## Tournage
Le film a été tourné du 2 novembre au 31 décembre 1961 à Mycènes, Argos ainsi qu'aux studios Finos Films.